# Ġużè Cassar
Joseph „Ġużè“ Cassar (* 22. Januar 1918 in Qrendi; † 27. November 2001) war ein maltesischer Politiker der Partit Laburista (PL) sowie der Malta Workers Party (MWP), der zwischen 1945 und 1962 sowie abermals von 1971 bis 1992 Mitglied des Repräsentantenhauses, 1947 bis 1948 Sprecher des Repräsentantenhauses sowie mehrmals Minister war. Er bekleidete zwischen 1976 und 1979 das Amt des Vize-Premierministers.

## Leben

### Parlamentssprecher und Anhänger Pawlu Boffas
Cassar absolvierte nach dem Besuch des Lyzeums in Gozo ein Studium der Rechtswissenschaften an der Royal University of Malta und nahm nach dessen Abschluss 1943 eine Tätigkeit als Rechtsanwalt auf. Er begann seine politische Laufbahn, als er bei den Wahlen am 10. und 12. September 1945 für die Partit Laburista erstmals zum Mitglied des Repräsentantenhauses gewählt wurde. Im November 1947 übernahm er die Funktion als Sprecher des Repräsentantenhauses und übte dieses bis zu seiner Ablösung durch Pietru Paul Debono im April 1948 aus.
Cassar selbst wurde im April 1948 im Kabinett von Premierminister Paul Boffa Justizminister und Minister für Parlamentsangelegenheiten (Ministru tal-Ġustizzja u Affarijiet Parlamentari). Dieses Ministeramt bekleidete er bis zum Ende von Boffas Amtszeit am 26. September 1950.
Als es 1949 zu einer Spaltung der Parit Laburista kam und Premierminister Boffa die Malta Workers Party (MWP) gründete, schloss sich Cassar „Pawlu“ Boffa an. Bei den Wahlen am 2. und 4. September 1950 sowie 5. und 7. Mai 1951 wurde er jeweils für die MWP zum Mitglied des Repräsentantenhauses gewählt. Nachdem Premierminister Ġorġ Borg Olivier eine Koalitionsregierung zwischen dessen Partit Nazzjonalista (PN) und der MWP bildete, übernahm er in diesem zweiten Kabinett Borg Oliviers erneut das Amt des Justizministers (Ministru tal-Ġustizzja). Nachdem es am 9. Oktober 1953 zu einer Niederlage der Koalition bei den Haushaltsberatungen gekommen war, trat er mit den beiden anderen Ministern der MWP (Minister für Gesundheit und soziale Dienste Paul Boffa sowie Minister für Industrie und Handel Johnnie Cole) zurück.

### Rückkehr zur Partit Laburista, Minister und Vertrauter Dom Mintoffs
Unmittelbar darauf trat Cassar aus der MWP aus und schloss sich wieder der Partit Laburista an, deren Vorsitzender seit der Spaltung 1949 Dom Mintoff war. Bei den darauf folgenden Neuwahlen am 12. und 14. Dezember 1953 wurde er daraufhin wieder zum Mitglied des Repräsentantenhauses gewählt und gehörte diesem als Vertreter der PL bis 19. Februar 1962 an. Im ersten Kabinett von Premierminister Mintoff übernahm er am 11. März 1955 wiederum das Amt des Justizministers und übte dieses bis zum Rücktritt Mintoffs am 26. April 1958 aus.
Bei den Wahlen am 17. und 19. Februar 1962 sowie der darauf folgenden Wahlen am 26. und 28. März 1966 verzichtete Cassar wegen des kirchenfeindlichen Kurses der PL auf eine erneute Kandidatur für das Repräsentantenhaus. Bei den Wahlen am 12. und 14. Juni 1971 wurde er wiederum für die Partit Laburista zum Mitglied des Repräsentantenhauses gewählt, dem er nunmehr bis zum ... angehörte. Nachdem die PL diese Wahlen gewonnen hatte, wurde er von Premierminister Mintoff am 21. Juni 1971 als Minister für Arbeit, Beschäftigung und soziale Sicherheit (Ministru tas-Servizzi Soċjali u Xogħol) in dessen zweites Kabinett berufen. Im Rahmen einer Kabinettsumbildung tauschte er im September 1974 die Ämter mit Agatha Barbara und übernahm von dieser das Amt des Ministers für Bildung und Kultur (Ministru tal-Edukazzjoni).

### Vize-Premierminister 1976 bis 1979
Im dritten Mintoff war er anfangs weiterhin Bildungsminister, ehe er im Rahmen einer Kabinettsumbildung am 27. Dezember 1976 Vize-Premierminister (Deputat Priministru) sowie Minister für Justiz, Ländereien und Wohnungsbau (Ministru tal-Ġustizzja, Artijiet u Djar). In diesen Ämter wurde er Nachfolger von Anton Buttiġieġ der zuvor zum Staatspräsidenten gewählt worden war. Im Zuge einer neuerlichen Kabinettsumbildung wurde er am 9. Juli 1979 Nachfolger von Joseph „Guze“ Abela als Minister für Finanzen, Zölle und Investitionen (Ministru tal-Finanzi). Sein eigener Nachfolger als Justizminister wurde daraufhin Joseph Brincat.
Nachdem Mintoff am 20. Dezember 1981 sein viertes Kabinett gebildet hatte, wurde Cassar abermals Minister für Justiz und Parlamentarische Angelegenheiten. Dieses Ministeramt bekleidete er bis zum 12. Mai 1987 auch im darauf folgenden fünften Kabinett Mintoff sowie im Kabinett Mifsud Bonniċi. Bei den Wahlen am 9. Mai 1987 wurde er letztmals zum Mitglied des Repräsentantenhauses gewählt und verzichtete auf eine erneute Kandidatur bei den Wahlen am 22. Februar 1992.
Für seine langjährigen Verdienste wurde Cassar am 13. Dezember 1993 zum Companion des National Order of Merit erhoben.